# Schlacht von Alcácer-Quibir
Die Schlacht von Alcácer-Quibir fand im Jahr 1578 zwischen portugiesischen Truppen unter dem Kommando Königs Sebastian I. und marokkanischen Truppen unter dem Befehl Sultans Abu Marwan Abd al-Malik bei Alcácer-Quibir (arabisch القصر الكبير, DMG al-Qaṣr al-Kabīr ‚die große Burg‘; spanisch Alcazarquivir) im heutigen Marokko statt. Die Schlacht endete mit einer vernichtenden portugiesischen Niederlage.

## Vorgeschichte

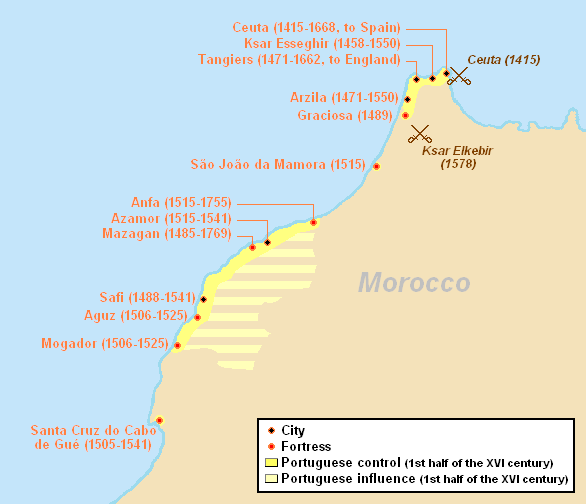
Portugals Stützpunkte in Marokko

### Das portugiesische Königshaus im 16. Jahrhundert
In Lissabon hatte 1557 Sebastian I. nach dem Tod seines Großvaters Johann III. den Thron bestiegen. Da er zu diesem Zeitpunkt noch minderjährig war, stand er zunächst unter Regentschaft, übernahm dann aber 1568 selbst die Regierung.
Der junge König lebte in einer Traumwelt, angefüllt mit anachronistischen mittelalterlichen ritterlichen Idealen. Sein großes Ziel war es, Portugal um ein großes nordafrikanisches Reich zu erweitern. Sebastian fühlte sich damit als Nachfolger der Kreuzfahrer und Vollender der spanischen Reconquista mit der Mission, auch Marokko endgültig von den Sarazenen zu „befreien“. Schon Sebastians Vorgänger – Johann III. – hatte begonnen, an der marokkanischen Atlantikküste über ein Dutzend Festungen und Städte zu annektieren. Diese als Algarve jenseits des Meeres bezeichneten Stützpunkte waren jedoch ab 1541 fast alle wieder verlorengegangen.

### Portugiesische Kreuzzugspläne
Mit der Entdeckung des Seewegs um Afrika herum nach Indien hatte Portugal auch nach dem legendären Reich des Priesterkönigs Johannes gesucht. Seit dem Konzil von Florenz sah es Äthiopien als Nachfolgereich des Priesterkönigs an und erhoffte sich – insbesondere, nachdem dessen Kaiser Zara Yaqob 1450 einer Kirchenunion zugestimmt hatte – einen gemeinsamen Kreuzzug gegen Ägypten. Als sich die Portugiesen Anfang des 16. Jahrhunderts am Ausgang des Roten Meeres festsetzten (1505 Sokotra, 1513 Aden, 1520 Massaua), entwarf Afonso de Albuquerque 1516 den tollkühnen Plan, Mekka zu erobern, um es gegen Jerusalem eintauschen zu können. Tatsächlich kämpften 1543 Äthiopier und Portugiesen unter Vasco da Gamas Sohn Christoph gemeinsam erfolgreich gegen eine muslimische Invasion aus dem Sultanat Adal. Die Expansion des Osmanischen Reiches nach Ägypten und Arabien sowie deren Rückeroberung von Aden (1548) und Massaua (1557) machten dieses Vorhaben jedoch zunichte.
Jerusalem war auch Sebastians eigentliches Endziel. Er glaubte fest daran, von Gott zur Befreiung der Stadt auserwählt worden zu sein, und war entschlossen, sich nach der Eroberung Marokkos entlang der nordafrikanischen Küste unter dem Schutz der portugiesischen bzw. einer verbündeten abendländischen Flotte bis in das inzwischen von den Osmanen kontrollierte Heilige Land durchzuschlagen.

### Spanisch-osmanische Kämpfe um die Vorherrschaft im Mittelmeer
Die Schlacht von Alcazarquivir kann auch als ein Teil der großen Auseinandersetzung zwischen den Osmanen und den christlichen Anrainerstaaten um die Vorherrschaft im Mittelmeer betrachtet werden, die in der zweiten Hälfte des 16. Jahrhunderts geführt wurde. Schon 1511 waren die Spanier mit dem Versuch gescheitert, die tunesische Insel Djerba zu erobern. 1529 verloren sie auch ihre Vorposten am Hafen von Algier. 1534 fiel Tunis (erstmals) an die Osmanen und – obwohl die Spanier Tunis mit portugiesischer Hilfe 1535 nochmals zurückerobern konnten (Tunisfeldzug) – 1551 auch Tripolis.
Das Landungsunternehmen der osmanischen Flotte auf der Insel Malta endete dagegen 1565 mit einem Sieg der christlichen Verteidiger und bewirkte in ganz Europa eine neue Kreuzzugsinitiative, die auch den portugiesischen König Sebastian beflügelte. Die Seeschlacht von Lepanto von 1571 verschaffte den Spaniern im Bündnis mit der Republik Venedig eine Chance, die bereits an die Osmanen verloren gegangenen Inseln in der Ägäis (beispielsweise Rhodos) und im östlichen Mittelmeer (Zypern) zurückzuerobern, was jedoch nicht gelang. Bereits kurz nach den Siegen von Malta und Lepanto fiel auch Tunis 1574 endgültig in osmanische Hand.

### Zehnjährige Vorbereitungszeit

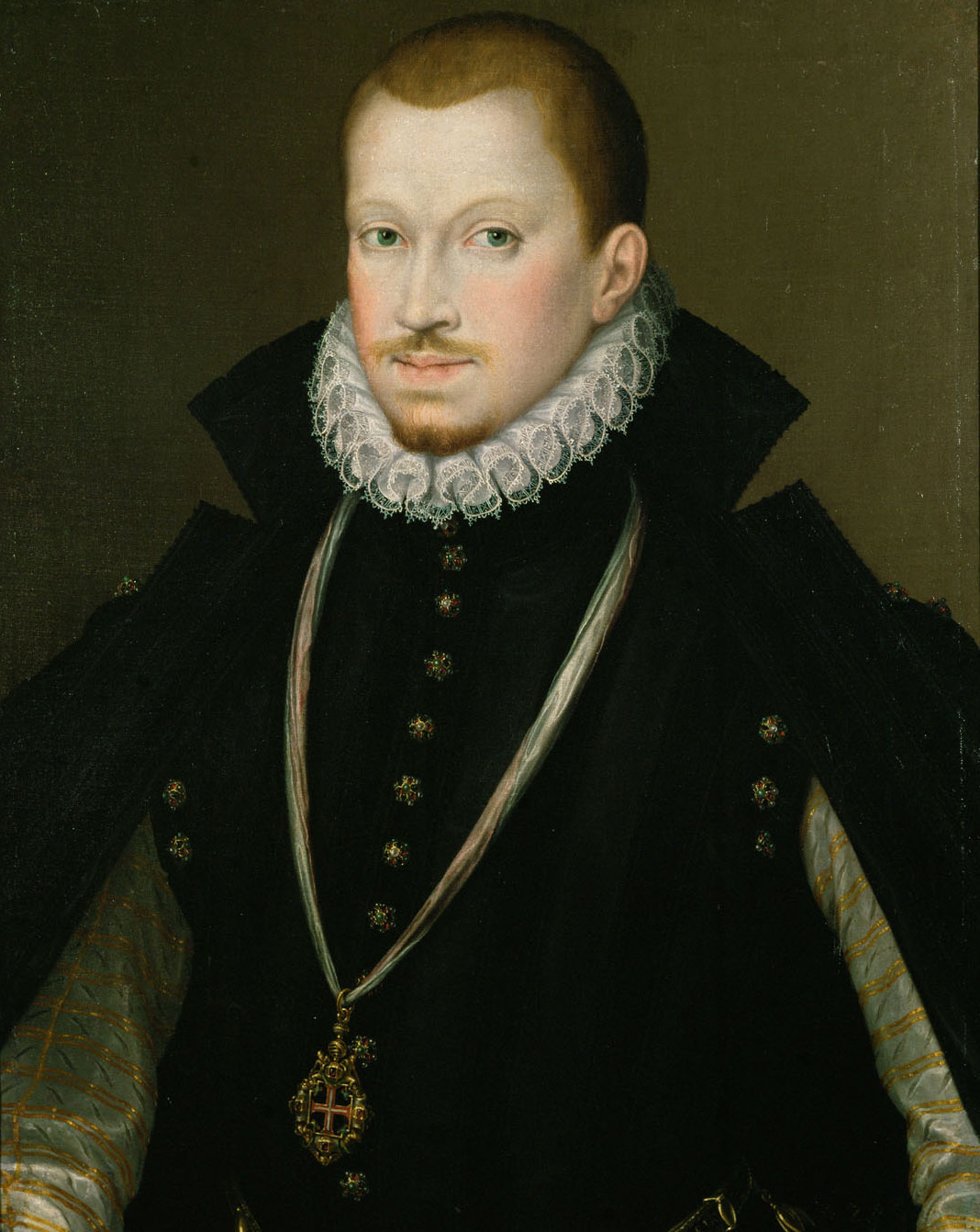
König Sebastian

Bereits 1568 begann Portugal, sich auf eine Intervention in Marokko vorzubereiten. Diese offensive Politik wurde nicht nur von den portugiesischen Handelsherren gewünscht und unterstützt, die sich damit Vorteile im Handel mit den afrikanischen Reichen im Zentrum des Kontinentes erhofften. Auch der portugiesische Adel unterstützte diese Pläne uneingeschränkt. Bis zu diesem Zeitpunkt waren portugiesische Militäraktionen in Nordafrika auf kleine Expeditionen und Raubzüge beschränkt. Im Jahre 1574 führte Sebastian einen ersten durchaus erfolgreichen Überfall auf Tanger, der ihn ermutigte, gegen den neuen Saadier-Herrscher von Marokko in den Krieg zu ziehen.

### Vorbereitung einer Invasion Irlands durch Thomas Stukley
Unmittelbar vor den Ereignissen in Marokko hatte König Sebastian mit dem irischen Rebellen Thomas Stukley ein gewagtes Unternehmen vereinbart, das die Eroberung der Insel Irland zum Ziel haben sollte. Daher waren zu diesem Zweck bereits etwa 2000 Söldner und Abenteurer aus dem Königreich Kastilien, Flandern, Deutschland und Italien nach Portugal gekommen. Doch England galt als traditioneller Verbündeter Portugals. Das bereitstehende Söldnerkontingent war stattdessen – in der Hoffnung auf reiche Beute – sofort bereit, sich am Feldzug nach Marokko zu beteiligen. Auch Stukley konnte Sebastian schließlich überreden, galt doch Marokko als Verbündeter von Stukleys Feind England.

### Marokkanischer Thronstreit
Der Vorwand für den portugiesischen Einfall nach Marokko war ein Thronstreit im Sultanat von Fes. Abu Abdallah al-Mutawakkil hatte sich an den portugiesischen König gewandt, denn sein Onkel Abu Marwan Abd al-Malik hatte sich zum neuen Sultan von Marokko ernennen lassen und ihn damit um seinen Thronanspruch gebracht. Abu Abdallah selbst war zu schwach, um mit eigenen Anhängern gegen seinen Onkel militärisch opponieren zu können. Dieses Vorhaben verschleierte der Gesandte Abu Abdallahs, indem er auch auf eine Bedrohung der portugiesischen Stützpunkte und des portugiesischen Seehandels verwies, die der neue Sultan als ein erklärter Feind der Christenheit angreifen würde.

## Verlauf

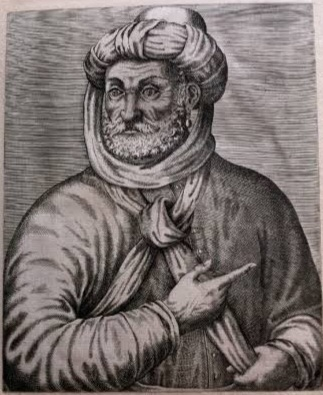
Ahmed al Mansur

Der Feldzug begann am 24. Juni 1578 mit einer verheißungsvollen Ansprache des portugiesischen Königs vor den versammelten Truppen, daraufhin segelten sie mit 500 Schiffen nach Arzila, einem wichtigen Stützpunkt im portugiesisch besetzten Teil Marokkos, wo sich zeitgleich Abu Abdallah mit seinen maurischen Anhängern und weiteren 6.000 alliierten Truppen einfand.

Auf der Gegenseite sammelte der marokkanische Sultan, dem die Kriegsvorbereitungen seiner Gegner nicht entgangen waren, alle verfügbaren Truppen, die durch osmanische Janitscharen verstärkt wurden, und rief den Heiligen Krieg aus. Zu diesem denkbar ungünstigen Zeitpunkt erkrankte der Sultan schwer.

Die beiden Armeen näherten sich einander in der Nähe von Alcácer-Quibir und lagerten zu beiden Seiten eines Flusses. Am 4. August 1578 stellten sich dort die verbündeten portugiesischen und maurischen Truppen in Schlachtordnung auf.
Der Sultan hatte auf der anderen Seite 10.000 Reiter auf den Flügeln aufgestellt, das Zentrum seiner Truppen bildeten Mauren, die von aus Spanien vertriebenen Muslimen abstammten und die ein besonderer Hass gegen die Christen einte. Trotz seiner Krankheit weilte der Sultan unter seinen Truppen.
Den Auftakt der Schlacht bildete die übliche Kanonade, gefolgt von den Gewehrsalven der Musketiere. Thomas Stukley, der das portugiesische Zentrum befehligte, wurde dabei durch eine Kanonenkugel getötet. Die osmanischen Janitscharen begannen die zweite Phase der Schlacht mit einem Frontalangriff auf die Portugiesen. Deren Flanken wurden zeitgleich von den maurischen Reitern angegriffen und schließlich wurde das Zentrum der Allianz-Streitkräfte eingekesselt. Der Kampf war nach etwa vier Stunden beendet und führte zur totalen Niederlage der Portugiesen und der verbündeten Truppen Abu Abdallahs. Sie verzeichneten über 8.000 Tote, darunter König Sebastian und viele prominente portugiesische Adelige. Rund 15.000 Mann wurden gefangen genommen, nur etwa 1000 Portugiesen gelang die Flucht an die Küste. Abu Abdallah versuchte zu fliehen, wurde aber in den Fluss zurückgedrängt und ertrank. Auch Sultan Abd al-Malik verstarb noch während der Schlacht, wohl eines natürlichen Todes (als Ursache wurde Herzversagen angenommen). Sein Nachfolger wurde schließlich Ahmad al-Mansur.
Historiker bewerteten den Ausgang der Schlacht als Folge einer übereilten und planlosen Strategie des im Kriegsgeschehen noch unerfahrenen portugiesischen Königs. Hauptproblem dieser Streitmacht war die fehlende Kommunikation ihrer Einheiten, die keine gemeinsamen und aufeinander abgestimmten Operationen durchführen konnten, vor allem aber die völlige Unterschätzung der Kampfkraft und des Kampfeswillens des Gegners. Erschwerend war auch der Umstand, dass die Schlacht im Hochsommer stattfand, so dass die Kampfkraft der Europäer durch Hitze und Durst erheblich geschwächt war.

## Auswirkungen
Mit dem Tod Sebastians wurde Heinrich I. als letzter Spross aus dem Hause Avis zum portugiesischen König gekrönt. Mit dessen frühen Tod gelangte Portugal in die Hände der spanischen Habsburger, die die Nachfolge antraten. Portugal verlor seine Unabhängigkeit und war für 60 Jahre spanisch.
Um die zahlreichen prominenten Gefangenen auslösen zu können, musste ein bedeutender Teil des portugiesischen Staatsschatzes an die Marokkaner abgegeben werden. Dies schwächte die bis dahin florierende Wirtschaft enorm. Auch die etwa 500 Segelschiffe, die bei der Truppenverlegung nach Afrika im Einsatz waren, gingen verloren. Damit fehlte die Voraussetzung für die weitere koloniale Erschließung der Überseegebiete Portugals, da das Land kurzfristig keinen Ersatz an Schiffen in diesem Umfang nachbauen konnte.
Innerhalb der portugiesischen Gesellschaftsstruktur fehlte ein bedeutender Teil der adeligen Elite, die auf dem Schlachtfeld verblutete. Das Trauma der Schlacht wurde zu einer nationalen Katastrophe.

## Sonstiges
- In Portugal wurde der Tod des jungen Königs zum Anlass von Mythen und Legenden. Da sein Leichnam verschollen blieb, erzählte man sich, er würde in einer Anderswelt weiterleben, um den Portugiesen in späteren Zeiten der Gefahr wieder zu Hilfe zu eilen, siehe Sebastianismus. Das im Lissaboner Stadtteil Belém gelegene Kloster Mosteiro dos Jerónimos ist die Grablege der portugiesischen Könige. Das dort gezeigte „Grab“ Sebastians trägt die Inschrift: Conditur hoc tumulo, si vera est fama, Sebastus, Quem tulit in Libycis mors properata plagis. Nec dicas falli Regem qui vivere credit, Pro lege extincto mors quasi vita fuit.[3]
- Die Schlacht wird auch als „Schlacht der drei Könige“ bezeichnet, denn neben Sebastian verloren auch der Saadier-Sultan Abu Marwan sowie der von Sebastian unterstützte Prätendent Al Mutawakkil das Leben.
- In der „Schlacht der drei Könige“ soll auch der aus Ägypten stammende Moulay Bousselham getötet worden sein. Sein Leichnam wurde angeblich in dem Ort gleichen Namens an der marokkanischen Atlantikküste bestattet.